# Markus Jappert
Markus Jappert (* 19. September 1967) ist ein ehemaliger Schweizer Fussballspieler.

## Laufbahn
Jappert war von 1987 bis 1988 im Embracher Fußballclub. Er war in der Saison 1988/1989 und 1989/1990 Torhüter beim FC Glarus, welcher damals in der zweithöchsten Schweizer Fussballliga (NLB) spielte.
Sein erstes Spiel für den FC Zürich war am 6. Juli 1990 gegen Bellinzona und sein letztes Spiel war am 16. April 1991, wo er gegen Uznach spielte.